# Naarda calliceros
Naarda calliceros är en fjärilsart som beskrevs av Turner 1932. Naarda calliceros ingår i släktet Naarda och familjen nattflyn. Inga underarter finns listade i Catalogue of Life.